# 安井政史
安井 政史（やすい まさじ、1982年1月28日 - ）は、熊本県を拠点に活躍する日本のお笑い芸人・ローカルタレント、YouTuberである。本名、安井 政史（やすい まさふみ）、旧芸名は安井 まさじ（やすい・まさじ）。よしもとクリエイティブ・エージェンシー福岡支社所属。現在球磨焼酎PR大使。熊本県住みます芸人。

## 来歴
熊本県熊本市南区出身。開新高等学校卒業後は名古屋で住み込みで流れ作業の工場で働いたりして、熊本に戻っているときに千原兄弟の出演するビデオを見てお笑いの道を志し、NSC25期生となり、数々のお笑いコンビを組んだのち、2007年に吉本新喜劇に入団。
かつては銀シャリ橋本や、同期で吉本新喜劇の新名徹郎とコンビを組んでいた。
2016年6月26日の『安井まさじの新喜劇ありがとうございました!!熊本で頑張ります』をもって吉本新喜劇を退団。退団後は熊本に帰郷し、同県を拠点に熊本県在住芸人としてピン芸人かつローカルタレントとなり活動。退団後も熊本に関係したイベント等でNGKの舞台に登壇することもある。
10月16日、もっこすファイヤーなどの熊本ゆかりの芸人による「よしもと南国劇団」を旗揚げ。
2019年にはYouTubeチャンネル開設。
2021年12月28日、自身のInstagram等で、芸名を「安井 まさじ」から読み仮名を据え置き、本名の漢字表記でもある「安井 政史」に変更することを発表した。
2023年10月頃からBSよしもとの番組出演時には熊本県住みます芸人であると名乗っている。これ以前は熊本県在住芸人と名乗っていた。
2023年12月20日、吉本新喜劇ゼネラルマネージャーの間寛平が大阪市中央区の吉本興業本社で行った「GM月例会見」にて、福岡吉本に所属される芸人で構成される「九州新喜劇」の再始動及び安井が座長に立候補したことを発表した。

## 持ちネタ
- 乳首を触られ「イヤ～ん」と言ってのけぞる。さらに逆側の乳首を触られると「バカ～ん」、股間を触られると「ソコ～ん」、膝を触られると「ヒザ～ん」と言ってのけぞる。四ヶ所を同時に触られると「イヤバカソコヒザ～ん」と言ってのけぞる。

新喜劇時代は 同じく乳首ネタを持ちネタにする今別府直之と同時にやる場合もあった。ヤクザの弟分、警官として今別府とコンビで登場することも多かった。
- 登場早々に「おじゃましました」といってそのまま立ち去る。
- ボケたあとや、新喜劇での警察役のときに犯人役に脅され返された場合などに「じょ～～だんじゃないですか～」と甲高い声で大げさに手を振る。
- 2016年より熊本弁全開のキャラクター「熊本 便」（くまもと べん）で登場することもある。

## 出演

### テレビ
- 英太郎のかたらんね（テレビ熊本）
- 七人の侍(おじさん)それと仲野（テレビ熊本）

### ラジオ
- ラジてん（RKKラジオ）2025年4月以降は週代わり体制に変更。出演日の次は原則、6週後となる。
- 千客万来！安井笑店（FMK）

### 過去
- よしもと新喜劇

- よしもとミッドナイトコメディ 3年2組ポンコツの唄（2013年6月6日 - 2014年3月18日、読売テレビ）
- 安井まさじの暇つぶし（RKKラジオ）